# Jan Valerián Callot
Jan Valerián Callot (německy Johann Valerius Callot, také Ioannes Valerius Galotti nobilis Burgundus, křtěn 27. března 1673, 3. října 1713 Praha) byl pražský malíř-figuralista burgundského původu, činný v období baroka.

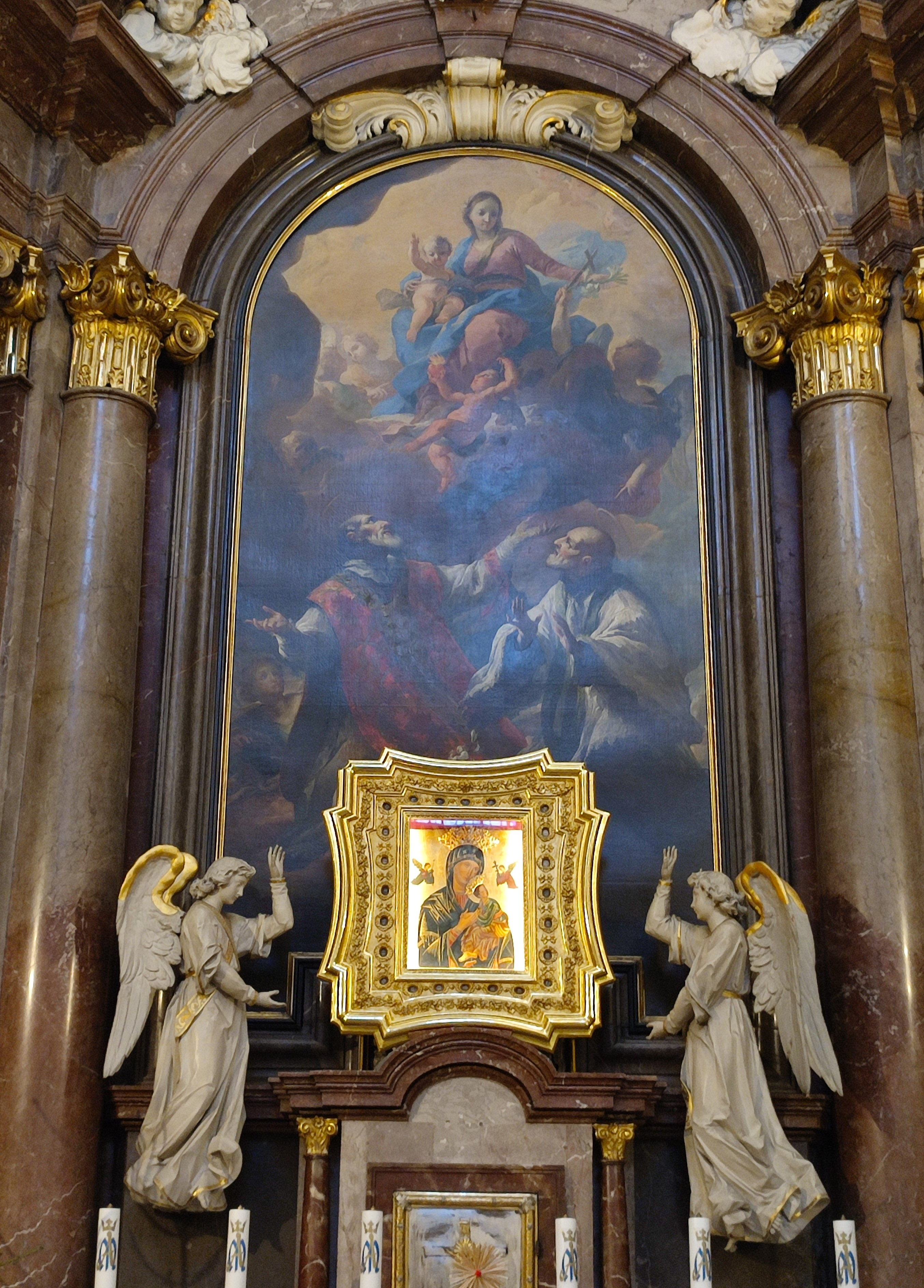
Sv. Ondřej Avellinský a sv. Filip Neri adorují Pannu Marii s Ježíškem; kostel Panny Marie matky ustavičné pomoci a sv. Kajetána v Praze na Malé Straně

## Život
V zápisech pražských městských knih se několikrát objevuje pod jmény Callot, Calotti, Galotti, Galoty nebo Galoth, s uvedením burgundského původu. Přesný rok jeho příchodu do Prahy není znám. Před rokem 1701 se poprvé oženil, s Františkou Polexinou neznámého původu. Roku 1701 dostal městské právo. V letech 1701–1706 se při křtech jeho dětí v kostele sv. Štěpána na Novém Městě pražském mezi křestními patrony zmiňuje Václav hrabě Nostic, je tedy pravděpodobné, že pro něj Callot maloval.
V roce 1711 se uvádí druhá manželka jménem Lidmila při křtu jejich syna Václava France.
Jeho synové Václav Gervais Rudolf a František Josef Karel byli rovněž malíři. 8. listopadu 1729 složili přísahu věrnosti císaři. Jejich práce je zatím známa jen při výzdobě pražské Invalidovny, kde namalovali na fasádu sluneční hodiny "al fresco".

## Dílo
Podle dochované smlouvy z 1.7. 1706 mezi Josefem Gandolffim, proboštem theatinů v Praze a Janem Valerianem Callotem namaloval Callot pro kostel Panny Marie Matky ustavičné pomoci a sv. Kajetána na Malé Straně tři oltářní obrazy, téhož roku dodané a zaplacené. V kostele se dochoval jen jeden:
- Oltářní obraz Svatí Ondřej Avellinský a Filip Neri adorují Pannu Marii s Ježíškem,[6] původně byl na hlavním stacionárním oltáři, nyní vlevo od něj na postranním oltáři na severní straně.

Dále jsou písemně doloženy:
- Portréty členů rodiny Voračických z Paběnic, které v mědirytinách provedl Johann Christoph Sartorius v Augsburgu. Podle Dlabače byl Callot proslulým malířem portrétů.[7]